# تاریخ کویت
کویت کشوری در شبه‌جزیره عربستان است و در خلیج فارس در راس خلیج فارس قرار دارد. در قرن هجدهم و نوزدهم، کویت بندر تجاری و مرفه بود.

## باستان
در دوره عبید (۶۵۰۰ سال قبل از میلاد مسیح)، کویت محل اصلی تعامل بین مردمان بین‌النهرین و سرزمین بحرین نوسنگی بود، که عمدتاً در شمال کویت مستقر بودند. اولین شواهد از سکونت انسان در کویت به ۸۰۰۰ سال قبل از میلاد مسیح بازمی‌گردد که در آنجا ابزارهای میان‌سنگی در بورقان پیدا شد. سوبیا در شمال کویت اولین شواهد شهرنشینی در کل منطقه حوزه خلیج فارس است.

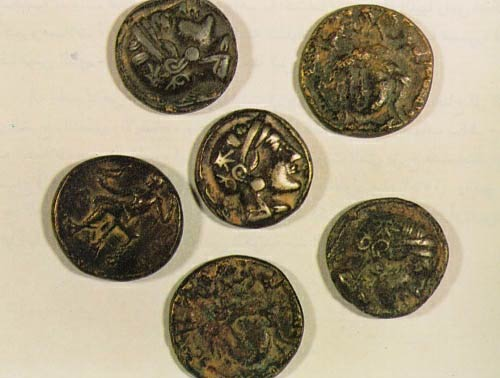
سکه‌های باستانی در جزیره فایلاکا یافت می‌شود

### ساسانیان
در سال ۲۲۴ میلادی، کویت بخشی از شاهنشاهی ساسانی شد. در زمان امپراتوری ساسانی، کویت به مشان معروف شد 
که یک نام جایگزین پادشاهی برای کاراکین بود.
آکاز یک مکان متعلق به دوره شاهنشاهی اشکانی بود. که به عنوان دخمه مزدیسنا در شمال آکاز کشف شد.

## پایه‌گذاری
تاریخ پایه‌گذاری کویت به براک بن غریر آل‌حمید، قبیلهٔ بنی خالد و فرمانروای امارت احساء می‌رسد که در پایان سال ۱۱۱۰ هجری دژی را با نام کوت برای انباشت آذوقه و همچنین انبار کردن جنگ‌افزار ساخت که پس از آن نام کویت از آن گرفته شد و سپس این شهر در زمان سعدون بن محمد آل‌حمید به خاندان آل صباح بخشیده می‌شود.
بازرگانی کویت در قدیم بیشتر بدست ایرانیان به ویژه مردم بهبهان و استان بوشهر  انجام می‌شد. در آغاز رشد شهر، چند صد خانوار بهبهانی نیز از هر صنف در این بندر ساکن شدند.

### نبرد زنجیر

حرکت ارتش راشدین در نبرد زنجیر (رنگ قرمز) و ارتش ساسانیان (رنگ آبی) پیش از نبرد. استراتژی خالد فریب ارتش ساسانیان بود.

در سال ۶۳۳ میلادی، خالد بن ولید بطرف شمال حرکت کرده، وارد نقطه‌ای شد که در نزدیکی خلیج فارس و کویت امروزه واقع و در آن زمان سرحد ایران شناخته شده و موسوم به حفیر بود. درین زمان مرزبان این نواحی یکی از اسواران بود نامش هرمز. هرمز در سمت بیابان با رهزنان عرب سروکار داشت و در جانب دریا با دزدان دریایی که از اقیانوس هند به حدود خلیج فارس می‌آمدند. هرمز چون از آمدن خالد آگاه شد از تیسفون کمک خواست و خود با لشکری که داشت به جانب حفیر و به جلوگیری خالد رفت. در اینجا خالد به هرمز سرحددار محل تکلیف کرد که یا اسلام را قبول کند یا جزیه دهد. جنگ مابین ایرانیان و مسلمین درگرفت و هرمز، خالد را به جنگ مردومرد یعنی مبارزهٔ دو سردار طلبیده، بدست وی کشته شد بعد اعراب بر ایرانیان تاختند و فاتح شدند. خالد ایرانیان را تعقیب کرد ولی به قشون ایرانی کمک رسید و کار خالد مشکل شد. در این احوال او به جنگ تدافعی پرداخت ولی دیری نگذشت که به او نیز کمکی رسید و جنگ سختی روی داد که باز مسلمین فاتح شدند. بعد خالد ساحل فرات را گرفت و به فیراز که شهر رومی و در طرف راست رود مزبور واقع بود، رسید. در اینجا جنگی مابین قوای رومی و سپاهیان ایرانی که به رومیان کمک می‌کردند از یک طرف و خالد ولید از طرف دیگر درگرفت و باز مسلمین فاتح شدند.

## عصر مدرن

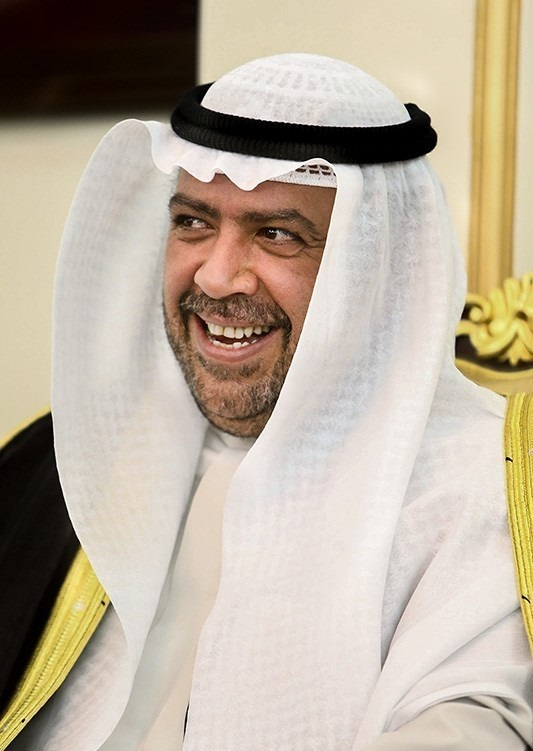
احمد الفهد آل احمد الصباح، رئیس شورای المپیک آسیا در تهران

### دوران طلایی (۱۹۴۶–۸۲)
بین سالهای ۱۹۴۶ و ۱۹۸۲، کویت دوره سعادت را ناشی از فروش نفت و جو لیبرال خود تجربه کرد. این دوره «دوران طلایی» نامیده می‌شود. در سال ۱۹۵۰، یک برنامه بزرگ کار عمومی اجازه داد تا کویتی‌ها از یک استاندارد زندگی مدرن برخوردار شوند. تا سال ۱۹۵۲، این کشور بزرگترین صادرکننده نفت در حوزه خلیج فارس شد. این رشد گسترده بسیاری از کارگران خارجی، به ویژه از فلسطین، مصر و هند را به خود جلب کرد.
در ژوئن سال ۱۹۶۱، کویت با پایان دادن به حمایت از بریتانیا مستقل شد و عبدالله سالم الصباح امیر شد. طبق شرایط قانون اساسی تازه تدوین شده، کویت اولین انتخابات پارلمانی خود را در سال ۱۹۶۳ برگزار کرد. کویت اولین کشور عربی در خلیج فارس بود که قانون اساسی و پارلمان را تأسیس کرد.

### بمب‌گذاری‌های ۱۹۸۳
بمب‌گذاری‌های است که در کویت ۱۲ دسامبر ۱۹۸۳ دو ماه پس از انفجار مقر تفنگداران دریایی آمریکا در بیروت روی داد. این بمب‌گذاری‌ها یک حمله ۹۰ دقیقه ای هماهنگ شده به شش نقطه کلیدی، شامل دو سفارتخانه، فرودگاه، و کارخانه پتروشیمی اصلی کویت بود و و زیرساخت‌های کویت را مورد هدف قرار می‌داد. به حزب شیعهٔ الدعوه اتهام وارد شده که این بمب‌گذاری‌ها را انجام داده‌است. این حوادث منجر به کشته شدن پنج تن شد.
این حمله بیشتر از آن لحاظ قابل توجه هست که می‌توانست در صورت موفقیت بزرگتری حمله تروریستی قرن بیستم باشد، اما به خاطر نصب ناصحیح بمبها تنها چند نفر کشته داد.

### جنگ خلیج فارس (۹۱–۱۹۹۱)
پایان جنگ ایران و عراق هم‌زمان با بروز تشنّج عراق و کویت بود. ارتش عراق در زمان حکومت صدام حسین و حزب بعث عراق در تاریخ ۱۱ مرداد ۱۳۶۹ (۱۹۹۰ م) به کویت حمله و این کشور را اشغال کرد. عراق با این حمله باعث بروز بحرانی بین‌المللی گردید و اخطار شورای امنیت را نپذیرفت. آمریکا در سال ۱۳۶۹ (۱۹۹۱) با ائتلافی از کشورهای دیگر به کویت و سپس به عراق حمله کرد و ارتش عراق را از کویت بیرون راند.
دلیل حملهٔ عراق به کویت مشکل بدهی ۳۰ میلیارد دلاری عراق به کویت و تلاش عراق برای بازسازی اقتصاد عراق بود که در جنگ ایران و عراق نابود شده بود. عراق معتقد بود چون جنگ ایران و عراق به سود کشورهای عرب حوزه خلیج فارس بوده‌است، دولت‌های عربی باید بدهی ۳۰ میلیارد دلاری عراق را ببخشند. کویت زیر بار نرفت و تشنج با کویت بروز کرد.
از جنگ «خلیج فارس» به عنوان جنگ اول خلیج فارس یاد می‌شود. از عملیات حمله آمریکا به عراق در سال ۱۳۶۹ خورشیدی (۱۹۹۱ میلادی) به عنوان طوفان صحرا یاد می‌شود. جنگ دوم خلیج فارس نیز در سال ۲۰۰۳ از طرف آمریکا به عراق تحمیل گردید.
این نبرد بنا بر گفته دانشنامه جنگ و صلح بزرگترین نبرد قرن بیستم پس از جنگ جهانی دوم از لحاظ تعداد تجهیزات و متحدان است.

#### جمهوری کویت
حکومتی دست‌نشانده و کوتاه مدت بود که پس از اشغال کویت توسط عراق تشکیل شد. به دنبال تهاجم در ۲ اوت ۱۹۹۰، شورای فرماندهی انقلابی عراق اعلام نمود که ارسال نیرو به کویت به منظور کمک به کودتای نافرجامی که توسط "انقلابیون کویتی" صورت گرفته بود، انجام شده‌است.
حکومت جدید تحت عنوان "دولت موقت آزاد کویت" در ۴ اوت، تحت نفوذ عراق با عضویت ۹ افسر به ظاهر عضو ارتش کویت (۴ سرهنگ و ۵ سرگرد) به رهبری علا حسین علی که سمت‌های نخست وزیری، فرماندهی کل قوا، وزارت دفاع و وزارت کشور به وی تعلق گرفت، تشکیل شد.